# Accessibilité numérique
 (novembre 2018).
Si vous disposez d'ouvrages ou d'articles de référence ou si vous connaissez des sites web de qualité traitant du thème abordé ici, merci de compléter l'article en donnant les références utiles à sa vérifiabilité et en les liant à la section « Notes et références ».
L'accessibilité numérique est la mise à la disposition de tous les individus, quels que soient leur matériel ou logiciel, leur infrastructure réseau, leur langue maternelle, leur culture, leur localisation géographique, ou leurs aptitudes physiques ou mentales, des ressources numériques.
L'accessibilité numérique recouvre ainsi, en particulier :
- les sites web, les applications mobiles
- la télévision numérique et la radio numérique, par exemple en ce qui concerne les normes et la compatibilité ainsi que la conception des services et du matériel ;
- les téléphones mobiles de troisième génération, par exemple en ce qui concerne la conception du matériel, des logiciels et des services ;
- les communications à large bande, par exemple en faisant appel aux possibilités des présentations multimodales de manière à renforcer l'accessibilité plutôt que de la réduire ;
- les terminaux : de paiement, de réservation, d'informations...
- les liseuses numériques
- les usages privés et professionnels des systèmes et réseaux informatiques.

Elle s'intéresse donc aux dispositifs matériels ou immatériels comme aux contenus et, par ailleurs, elle concerne tous les types d'entraves qui peuvent réduire l'accès à ces dispositifs.
La prise en compte de ces aspects, qui étaient précédemment considérés comme intéressant uniquement un groupe cible spécifique de la population, aura en réalité des retombées positives pour la majorité des utilisateurs des technologies.

## En Europe
L'Europe reconnaît l'accessibilité numérique comme une obligation citoyenne. Les politiques et la législation européennes ont reconnu l'importance cruciale de l'emploi et du travail pour garantir l'égalité des chances pour tous, contribuer fortement à la pleine participation des citoyens à la vie économique, culturelle et sociale et permettre à ceux-ci de concrétiser leur potentiel. Les retombées éventuelles plaident manifestement pour une plus large diffusion de produits et services TIC accessibles et de qualité, qui favorisera la capacité d'insertion professionnelle, une meilleure intégration sociale et permettra aux individus de vivre plus longtemps de manière autonome.
En vertu de cet article, la directive 2000/78/CE du Conseil, du 27 novembre 2000, se fixe clairement l'objectif (à l'article 1er) :

« (…) d'établir un cadre général pour lutter contre la discrimination fondée sur la religion ou les convictions, le handicap, l'âge ou l'orientation sexuelle, en ce qui concerne l'emploi et le travail, en vue de mettre en œuvre, dans les États membres, le principe de l'égalité de traitement. »

La directive indique en particulier qu'« Il convient de prévoir des mesures appropriées, c'est-à-dire des mesures efficaces et pratiques destinées à aménager le poste de travail en fonction du handicap, par exemple en procédant à un aménagement des locaux ou à une adaptation des équipements,(…). »
La Commission européenne a entrepris des initiatives dans le cadre des deux plans d'action eEurope de manière à instaurer une société de l'information plus accessible. Le plan d'action de 2002 comprenait une ligne d'action distincte s'occupant de ces questions. Il recommandait :
- l'adoption des instructions de l'initiative pour l'accessibilité du web (Web Accessibility Inititiative, WAI),
- la mise au point d'un programme d'études européen de conception pour tous (Design for All, DFA)
- ainsi que le renforcement des technologies d'assistance et la normalisation de la DFA.

Le plan d'action eEurope 2005 visait à tenir compte de l'e-inclusion dans toutes les lignes d'action. Il proposait en outre d'introduire des exigences en matière d'accessibilité des TIC dans les marchés publics.
Dans sa réflexion sur l'inclusion numérique, elle constate que de nombreux services en ligne ne rendent pas les services attendus par les personnes handicapées et plus largement, les personnes en discapacité partielle temporaire (personne ayant oublié ses lunettes, ayant un bras cassé) ou permanente (accidentés de la vie). Par exemple, les services suivants présentent des problèmes :
- le manque de solutions harmonisées, notamment l'impossibilité d'accéder au numéro d'urgence 112 à partir de téléphones à texte dans de nombreux États membres ;
- le manque de solutions interopérables pour des Technologies de l'information et de la communication (TIC) accessibles ;
- l'incompatibilité des logiciels avec les dispositifs d'assistance : les narrateurs de lecture d'écran destinés aux aveugles sont souvent inutilisables après la mise en service de nouveaux systèmes d'exploitation ;
- l'interférence entre les produits usuels et les dispositifs d'assistance, par exemple entre les GSM et les appareils auditifs ;
- l'absence de normes à l'échelle européenne: il existe par exemple sept systèmes de téléphone à texte, incompatibles entre eux, destinés aux sourds et aux malentendants ;
- le manque de services adéquats : de nombreux sites web, par exemple, sont d'une trop grande complexité pour les utilisateurs inexpérimentés ou ayant des difficultés cognitives ou sont impossibles à lire et à parcourir pour les malvoyants ;
- l'absence de produits et services pour certains groupes, par exemple les communications téléphoniques pour les utilisateurs des langues des signes ;
- la conception physique des appareils, qui constitue une source de difficultés, par exemple pour l'utilisation des claviers et écrans de nombreux appareils ;
- le manque de contenus accessibles ;
- le choix restreint des services de communication électronique, leur qualité et leur prix.

En ce qui concerne le domaine Open Source, la réflexion vient à peine de commencer. Pourtant, l'e-accessibilité ou accessibilité numérique et les produits et services des technologies d'assistance afférents figurent aujourd'hui parmi les objectifs à moyen terme des plus grands fabricants européens de technologies courantes, ainsi que ceux d'autres régions du monde.
Un certain nombre de directives européennes en rapport avec la société de l'information contiennent des clauses relatives à l'intégration des personnes handicapées et des personnes âgées. Il s'agit notamment des directives sur les communications électroniques, en particulier la directive-cadre (Directive 2002/21/CE.) et la directive « service universel » (Directive 2002/22/CE.), de la directive sur les équipements hertziens et les équipements terminaux de télécommunications (Directive 1999/5/CE), de la directive sur les procédures de passation des marchés publics (Directives 2004/17/CE et 2004/18/CE) et de la directive sur l'égalité de traitement en matière d'emploi et de travail (Directive 2000/78/CE).
Le 13 septembre 2005, la Commission européenne a émis une communication sur le sujet, consistant principalement en piste de réflexion pour de futurs travaux.
Plusieurs pays ont déjà pris des dispositions légales dans ce sens, par exemple le Royaume-Uni, l'Irlande, l'Allemagne ou l'Italie.

## En France
En France, l'accessibilité numérique est une obligation inscrite dans la loi no 2005-102 du 11 février 2005 pour l’égalité des droits et des chances, la citoyenneté et la participation des personnes handicapées, dite « loi handicap ».
La déclaration d’accessibilité est obligatoire sur chaque site. La direction interministérielle du numérique (Dinum) édite le Référentiel général d'amélioration de l'accessibilité (RGAA), qui énonce les obligations légales et précise les critères techniques à respecter. 
Avant sa liquidation en 2022, l'association BrailleNet organisait chaque année un Forum européen de l'accessibilité numérique. Une étude de 2016 montre que les sites internet des entreprises françaises sont encore trop peu accessibles pour les internautes handicapés. 
En France, il existe un livre sur l'accessibilité numérique. Il a été rédigé en 2012 par Armony Altinier et son titre est Accessibilité Web normes et bonnes pratiques pour des sites plus accessibles. Une mise à jour est en cours.
Pour accompagner les professionnels dans cette démarche, la mission Numérique et la mission Bibliothèque et Patrimoine publient conjointement le document ressource l'accessibilité numérique pour les professionnels du livre, par étapes en 2020.